# 第173空挺旅団 (アメリカ軍)
第173空挺旅団戦闘団（英語: 173rd Airborne Brigade Combat Team）は、アメリカ陸軍の旅団戦闘団。師団の隷下に入らない独立空挺旅団として、優れた戦略機動性を備えている。

## 概歴

### 大戦期
第173歩兵旅団は、1915年8月5日、第87師団の隷下部隊としてアーカンソー州において編成された。1918年9月、旅団は師団の他の部隊とともにフランスに配備されたが、戦闘に参加しないまま、4ヶ月後にアメリカ本土に帰国し、1919年1月に編成解除された。しかし2年後の1921年6月24日、旅団司令部及び司令部中隊（HHC）は再編成され、陸軍予備役に配属された。第二次世界大戦中、旅団HHCは師団から切り離されて、第87偵察隊として、1944年より欧州戦線に投入された。戦後、旅団は予備役に戻された。1951年、部隊は編成解除され、第87歩兵師団への配属を解除された。

### 1960年代－1970年代

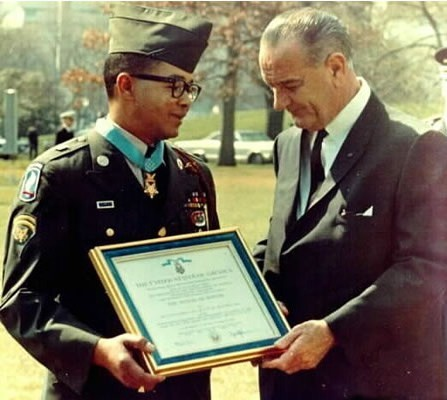
名誉勲章を授与されるジョエル六等特技兵（E-6）。

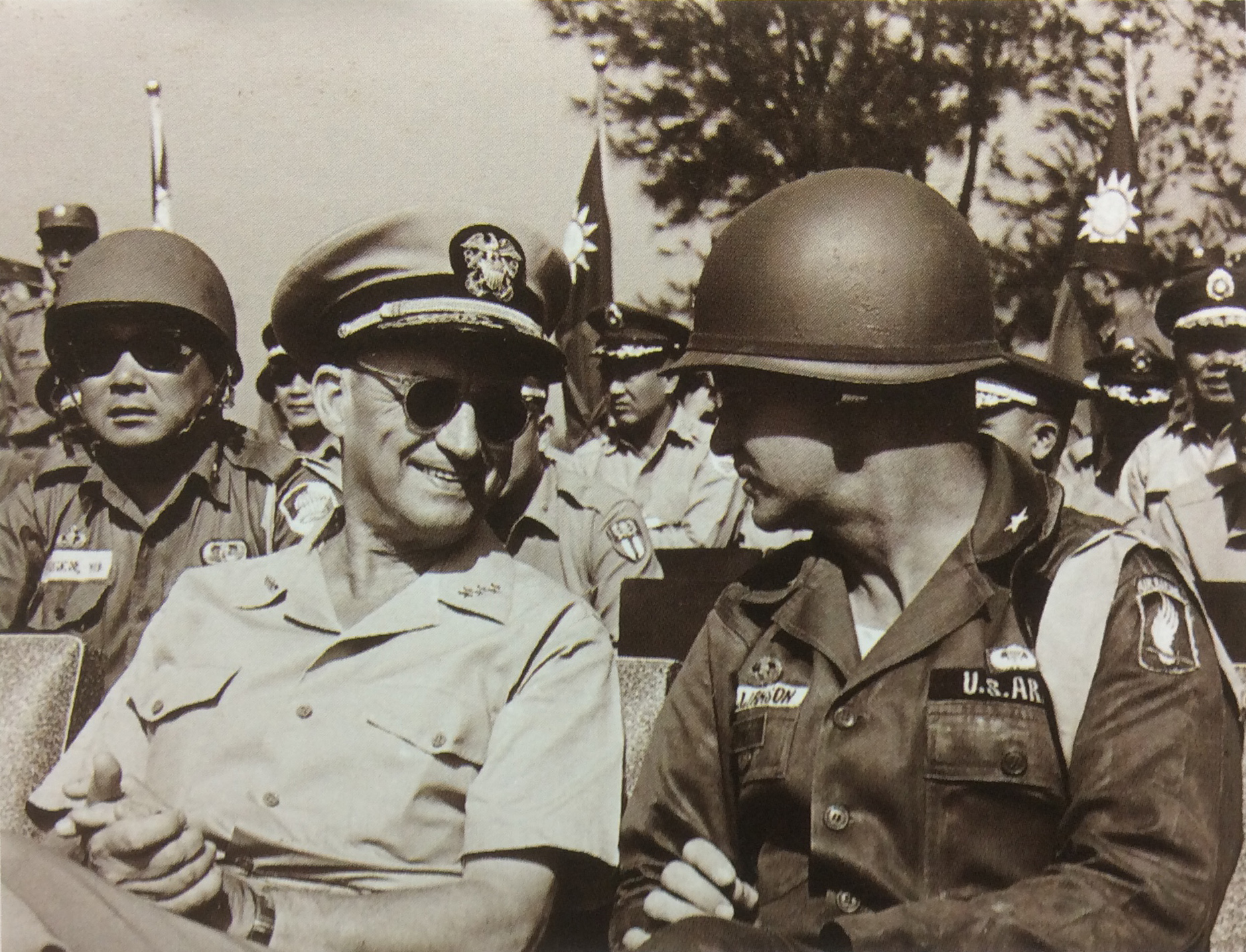
台湾で演習を統裁するエリス・W・ウィリアムソン旅団長（右）。

1960年代初頭に行なわれたROAD再編成計画のもとで、師団全力を投入するよりも迅速に事態に対処できる即応部隊として、師団の隷下にない独立旅団の編成が計画され、この計画のもと、旅団は再編成されることとなった。1963年3月26日、第173空挺旅団はエリス・W・ウィリアムソン准将の指揮下で、沖縄において再活性化され、機甲部隊および後方支援部隊を有する、唯一の独立旅団となった。ウィリアムソン准将のもと、旅団は沖縄の久場崎キャンプを本拠地に空挺作戦の訓練を重ね、台湾での訓練中、「天兵」という中国語愛称を得ることとなった（英語訳は「Sky Soldiers」）。また彼らは控えめに、米軍全体とはいかなくても、少なくとも沖縄で最強の部隊と自称した。
アメリカ太平洋軍の即応部隊として、旅団は1965年5月、ベトナム戦争に参加することとなった。1967年2月2日、旅団の2/503大隊（第503落下傘歩兵連隊 第2大隊）は、ジャンクション・シティー作戦において空挺作戦を展開したが、これはマーケット・ガーデン作戦以降最大にして、ベトナム戦争中唯一のアメリカ軍による空挺作戦であった。その後、1967年11月のダック・トーの戦いにおける875高地をめぐる戦闘において、旅団は北ベトナム軍第174連隊と激戦し、1/4の損害を受けつつこれを奪取した。この功績により、旅団は大統領感状を受けた。その後、旅団は休養のため後方配置にまわされ、アメリカ軍のベトナムからの撤退に伴い、1971年までに旅団の全部隊はベトナムを離れた。ベトナム展開中、旅団は13個の名誉勲章、32個の殊勲十字章、1736個の銀星章、6000個以上のパープルハート章を受けた。しかしその一方、1,533名の戦死者と6,000名近い戦傷者を出した。
1972年、旅団は不活性化され、人員と装備は第101空挺師団の第3旅団に引き継がれた。

### 1990年代－現代

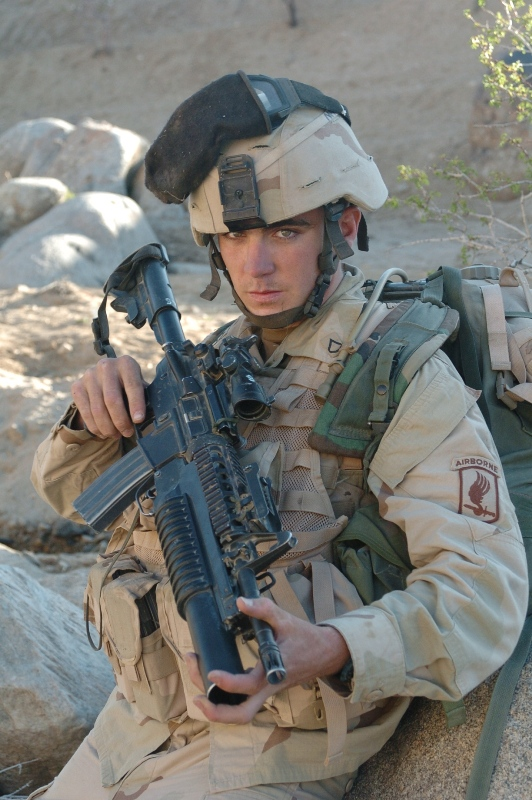
2005年、アフガニスタン派遣中の旅団の兵士。

1990年代後半、米軍再編に伴い、旅団は、アメリカ欧州陸軍の即応部隊として再活性化されることとなった。編制は歩兵旅団戦闘団のものが採用されて、第173空挺旅団は2000年6月12日に再活性化され、アメリカ欧州軍の南欧任務部隊（SETAF）の実戦部隊としてイタリアに配備された。
2003年、旅団はイラクの自由作戦に参加するためシリアに派遣され、イラク北部への攻撃配置についた。当初計画では、旅団の左翼、トルコに第4歩兵師団が展開することとなっており、旅団は第4歩兵師団の側面を掩護する機動部隊として運用される計画であったが、トルコ政府の反発によって第4師団が配備できず、イラク北部への攻撃は第173空挺旅団と特殊部隊のみが担うこととなった。この攻撃を支援するため、1/63機甲大隊および海兵隊の無人機部隊が旅団に配属された。旅団は北方統合特殊作戦任務部隊（JSOTF-N）の一部となったが、旅団級の部隊が特殊作戦任務部隊に併合されるのは、陸軍史上初のことであった。3月20日、旅団はイラク北部への攻撃配置を第5軍団に引き継ぎ、3月26日には、バシュール飛行場に対する空挺降下（ノーザン・ディレイ作戦）を実施した。
ノーザン・ディレイ作戦では、旅団長ウィリアム・C・メイヴィル大佐を含む954名が夜間・低高度（300m）で降下を実施したが、夜闇と強風によって降下部隊は分散し、兵力の集結には時間を要した。しかし、アメリカ特殊部隊に支援されたクルド人民兵「ペシュメルガ」と連携しており、また敵の抵抗も微弱であったため、成功裏に飛行場を奪取した。以後、空軍のC-17輸送機26機による空輸が行なわれ、4日間で旅団の残余2,200名、M119 105mm榴弾砲 6門、車両 400両以上、貨物3000トンが輸送された。これはベトナム戦争に引き続いて2度目の空挺作戦であった。さらに引き続いて発動された機上のドラゴン作戦のもと、1/63機甲大隊の兵員300名と車両78両（M1A1戦車 5両およびM2A2歩兵戦闘車 5両を含む）が空輸され、戦力は増強された。
旅団はさらに、キルクークをめぐる戦闘に参加し、イラク陸軍の第2、第4、第8、第38歩兵師団と交戦した。4月10日、旅団はキルクークに突入し、短い市街戦ののち、これを制圧した。キルクークをめぐる戦闘で、旅団は兵力に大きく勝るイラク軍と交戦したが、負傷9名の損害を受けたにすぎなかった。その後、旅団はキルクークの警備を担当したが、この任務中、クルド人民兵による地元住民への暴行を見過ごしたとして批判された。また、市内を警備中に、クルド人民兵を警戒するトルコ軍が隠密裏に潜入させていた工作隊を検挙してしまうという騒ぎも発生した。このトルコ軍人は、外交交渉によって速やかに解放された。2004年2月2日、旅団は同市の警備任務を第101空中強襲師団に引き継いで、イタリアに帰還した。これは、翌年に予定されていたアフガニスタン派遣に備えた措置であった。
2005年3月、旅団はアフガニスタンに派遣された。旅団はバヨネット任務部隊として、カンダハールやヘルマンド州を管轄する南部地域司令部（RC-South）の指揮を担当したのち、2006年3月にイタリアに帰還した。この派遣期間中、旅団は17名の戦死者を出した。2006年10月11日、旅団は、正式に第173空挺旅団戦闘団に改名した。2007年春、旅団戦闘団は再びアフガニスタンに派遣された。この派遣では、旅団戦闘団の各部隊はアフガニスタン東部に分散配置され、2007年6月6日、第10山岳師団第3旅団戦闘団と交替して配置についた。この派遣は2008年7月に終了し、7月末までに旅団の全部隊がイタリアに帰還した。
2009年6月14日、旅団戦闘団は、再びアフガニスタンに派遣されることとなった。派遣は2010年初頭より開始される。

## 編制

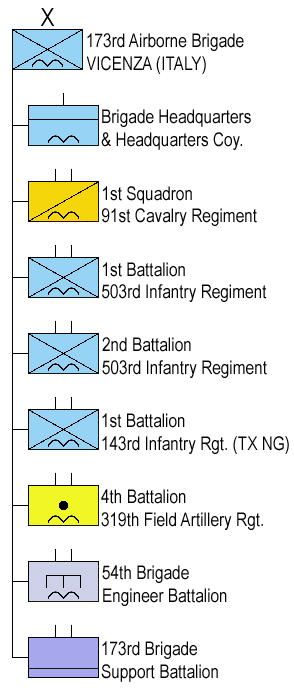
第173空挺旅団戦闘団の組織図

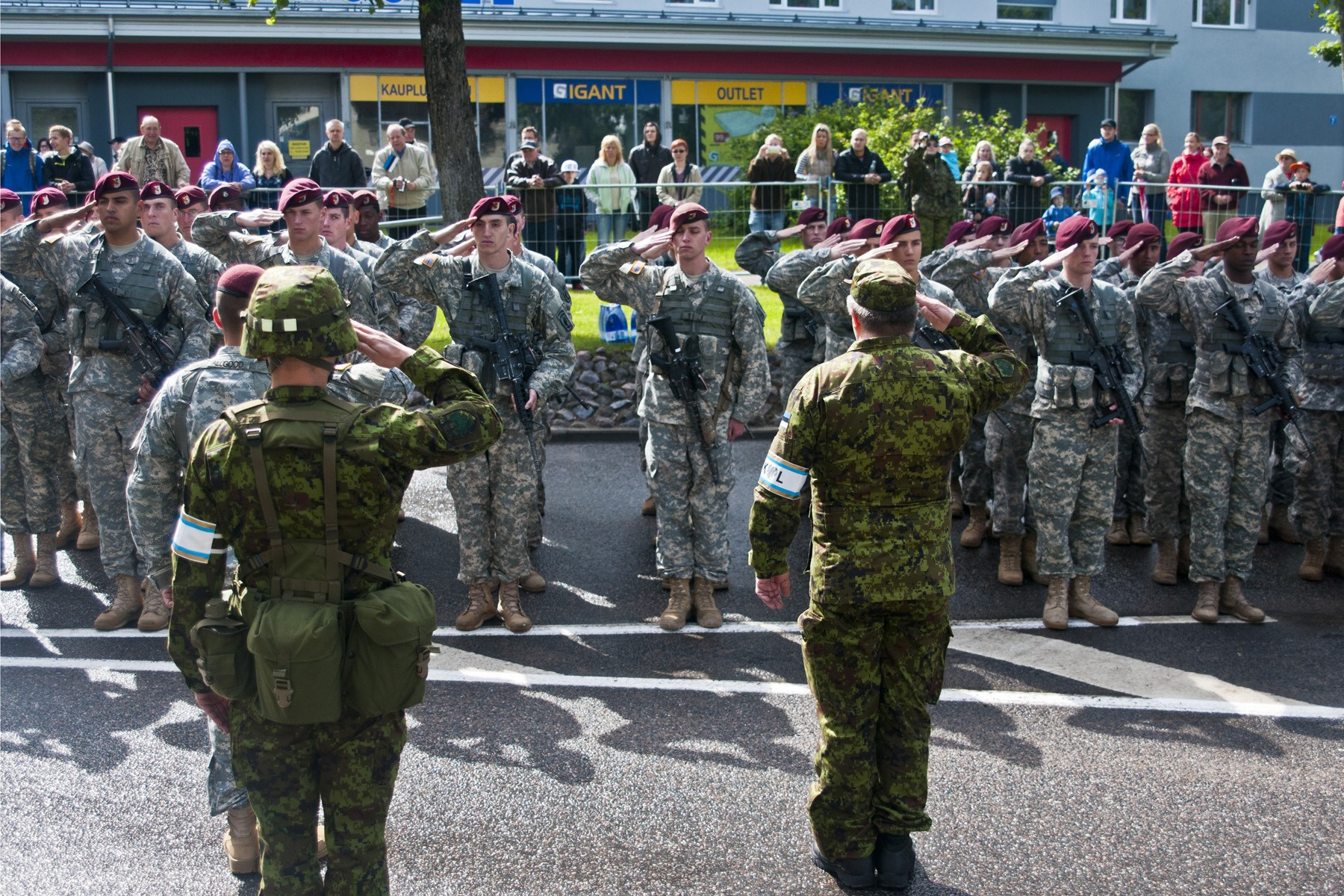
2014年のエストニア戦勝記念日におけるパレードに参加する第173空挺旅団の兵士

第173空挺旅団は、ヨーロッパにおける空挺戦略の対応部隊として機能している。元来、第5軍団隷下にあったが、2013年6月に第5軍団が解散した後は、欧州陸軍隷下に移管された。
現在の第173空挺旅団は、司令部中隊と7個大隊により構成され、約3,300人の兵士が所属している。
- 司令部及び司令部中隊
- 第503歩兵連隊第1大隊
- 第503歩兵連隊第2大隊
- 第143歩兵連隊第1大隊 (テキサス州及びロードアイランド州の陸軍州兵で構成されている補助部隊[3][4])
- 第91騎兵連隊第1大隊
- 第319野戦砲兵連隊第4大隊
- 第54旅団工兵大隊[5]
- 第173支援大隊[6]

以上の司令部中隊及び7個大隊の兵士は全員が空挺資格を有しており、第173空挺旅団はアメリカ陸軍で唯一の独立空挺旅団戦闘団となっている。
2016年8月に、空挺大隊である第143歩兵連隊第1大隊が、陸軍補助部隊パイロットプログラム(the Army's Associated Unit Pilot Program)の一環で第173空挺旅団に編入された。